# Отавиано
Отавиа̀но (на италиански: Ottaviano, до 1933 г. Ottajano, Отаяно, на неаполитански: Uttajan', Утаянъ) е град и община в Южна Италия, провинция Неапол, регион Кампания. Разположен е на 220 m надморска височина. Населението на общината е 24 186 души (към 2010 г.).
В общинската територия се намира част от вулкан Везувий.